# Ray Solomonoff
Ray Solomonoff, född 25 juli 1926, död 7 december 2009, var en amerikansk forskare inom fältet artificiell intelligens. Han publicerade vetenskapliga artiklar om delområdet maskininlärning.